# Ермолин, Андрей Николаевич
Андрей Николаевич Ермолин (род. 7 февраля 1959, Саранск) — заслуженный деятель искусств Республики Мордовия, лауреат государственной премии Республики Мордовия, главный режиссёр Государственного русского драматического театра Республики Мордовия, профессор кафедры театрального искусства Института национальной культуры Мордовского государственного университета им. Н. П. Огарёва.

## Награды
- Заслуженный деятель искусств Республики Мордовия.
- Государственная премия Республики Мордовия.
- Благодарность Президента Российской Федерации (1 декабря 2007 года) — за активное участие в подготовке и проведении Международного фестиваля национальных культур финно-угорских народов[1].
- Благодарность Правительства Российской Федерации (24 апреля 2008 года) — за активную  и плодотворную работу в деле пропаганды русского языка, русской литературы и культуры[2].